# Art and the Legacy
Art and the Legacy è un cortometraggio muto del 1911 prodotto dalla Lubin. Il nome del regista non viene riportato nei credit del film interpretato da Eleanor Caines.

## Trama
Carl Mayfield e Alice Bennett vogliono entrambi diventare dei grandi pittori, ma pare che non abbiano un grande talento. Il loro gallerista è Fleecum, che tiene i loro dipinti chiedendo una commissione del 50%. Un giorno, Alice riceve un'eredità di duecento dollari. Felice, sta per comunicare la bella notizia a Carl ma poi si frena: ha avuto un'idea migliore. Da Fleecum, compera con quel denaro uno dei quadri di Carl, facendo giurare al gallerista di non rivelare il nome del compratore. La somma che arriva a Carl è di cento dollari, decurtata ovviamente della commissione dovuta a Fleecum. Il giovane pittore, con quei soldi, pensa di comperare uno dei quadri di Alice. Alla ragazza arrivano cinquanta dollari, mentre il resto viene trattenuto dal gallerista. I due aspiranti pittori continuano così a comperare i dipinti del partner fino a che l'eredità di Alice non si riduce a sei dollari e venticinque. A quel punto, a Carl arriva una lettera del padre che gli offre come ultima occasione un posto nelle sue acciaierie a cinquemila dollari l'anno. Carl e Alice decidono di lasciare la pittura e di diventare una saggia coppia borghese.

## Produzione
Il film fu prodotto dalla Lubin Manufacturing Company.

## Distribuzione
Distribuito dalla General Film Company, il film - un cortometraggio in una bobina - uscì nelle sale statunitensi il 2 gennaio 1911.